# Jack Leitch
Jack Leitch (Motherwell, 17 luglio 1995) è un calciatore scozzese, centrocampista dell'East Kilbride.

## Biografia
Suo padre Scott e suo fratello minore Robbie sono stati a loro volta dei calciatori professionisti.

## Carriera
Ha esordito tra i professionisti nella stagione 2013-2014, quando all'età di 18 anni ha giocato 9 partite nella prima divisione scozzese ed una partita in Coppa di Scozia (la sconfitta per 1-0 sul campo degli Albion Rovers del 30 novembre 2013, che è stata anche il suo esordio vero e proprio) con la maglia del Motherwell, club della sua città natale. Nella stagione seguente, nel quale gli Steelmen conquistando un secondo posto in classifica, Leitch gioca altre 7 partite nella prima divisione scozzese ed una partita nei turni preliminari di Europa League, saltando però gran parte della stagione a causa di un infortunio ad un ginocchio subito nell'ottobre del 2014, per poi scendere in campo in altri 11 incontri di campionato anche nella stagione 2015-2016, arrivando così (comprendendo anche 3 presenze in Coppa di Lega) ad un totale di 32 partite giocate con la maglia del Motherwell in incontri ufficiali. Al termine di quest'ultima stagione il club non rinnova il suo contratto in scadenza, lasciandolo quindi di fatto svincolato.
Il 2 settembre 2016 il centrocampista firma un contratto annuale con gli Airdrieonians, con cui nel corso della stagione 2016-2017 mette a segno 2 reti in 31 presenze nella terza divisione scozzese. Il 4 agosto 2017 firma invece un contratto annuale con il Peterhead, con cui trascorre poi in realtà anche la stagione 2018-2019 in quarta divisione, per un totale di 66 presenze e 16 reti in due anni in questa categoria, di cui peraltro vince l'edizione 2018-2019, giocando così nuovamente in terza divisione nella stagione 2019-2020, nella quale mette a segno 2 reti in 9 presenze. Nell'estate del 2020 lascia il Peterhead e si accasa agli Stirling Albion, nuovamente in quarta divisione, vincendo per la seconda volta in carriera questo campionato nel corso della stagione 2022-2023. Nell'estate del 2024, dopo una stagione trascorsa in terza divisione allo Stirling Albion, va a giocare in Lowland Football League(quinta divisione) all'East Kilbride, club con cui vince il campionato.

## Palmarès

### Club

#### Competizioni nazionali
- Scottish League Two: 1

Peterhead: 2018-2019
Stirling Albion: 2022-2023
- Lowland Football League: 1

East Kilbride: 2024-2025